# Umberto Carpi
Umberto Carpi (Bolzano, 21 maggio 1941 – Pisa, 6 agosto 2013) è stato un politico, storico della letteratura e italianista italiano.

## Biografia
Nato a Bolzano, visse gran parte della sua vita a Pisa. Fu uno degli uomini più rappresentativi del Sessantotto pisano, collaborando alla stesura delle celebri Tesi della Sapienza nel 1967, e fu sempre vicino agli ambienti del PCI e alla cultura del marxismo italiano, gramsciana. Per anni è stato professore universitario di letteratura italiana presso l'Università di Pisa.
Dopo la svolta della Bolognina aderisce al Partito della Rifondazione Comunista, di cui è consigliere comunale a Crespina dal 1993 al 1997. Viene eletto per la prima volta senatore nel marzo del 1994 con Rifondazione Comunista, partito che abbandona nel maggio 1995 dopo essere stato sospeso per sei mesi per aver votato la fiducia al Governo Dini. Dal 1994 al 1996 è presidente della commissione parlamentare Industria, commercio e turismo di Palazzo Madama.
È rieletto anche nella successiva legislatura, nella quale si iscrive al gruppo di Sinistra democratica al Senato. Ha fatto parte anche della commissione per l'Indirizzo generale e la vigilanza dei servizi radiotelevisivi. È stato anche sottosegretario di Stato per l'industria, il commercio e l'artigianato nel primo governo di Romano Prodi (dal 22 maggio 1996 al 20 ottobre 1998) e nel primo governo di Massimo D'Alema (dal 22 ottobre 1998 al 21 dicembre 1999). Termina il proprio mandato parlamentare nel 2001.
Nel 2002 è stato eletto Sindaco di Crespina nelle file de L'Ulivo, ottenendo il 65,9% dei consensi. Resta in carica per un mandato, fino al 2007.
Muore nell'agosto 2013, all'età di 72 anni.

## Opere
- Il poeta e la politica. Belli, Leopardi, Montale, Liguori, 1978, ISBN 978-88-207-0114-7.
- Giornali vociani, Bonacci, 1979, ISBN 978-88-7573-123-6.
- Bolscevico immaginista. Comunismo e avanguardie artistiche nell'Italia degli anni Venti, Liguori, 1981, ISBN 978-88-207-1053-8.
- L'estrema avanguardia del Novecento, Editori Riuniti, 1985, ISBN 978-88-359-2799-0.
- La Voce. Letteratura e primato degli intellettuali, Pensa multimedia, 2003, ISBN 978-88-8232-234-2.
- La nobiltà di Dante, Polistampa, 2004, ISBN 978-88-8304-753-4.
- Carducci. Politica e poesia, Scuola Normale Superiore, 2011, ISBN 978-88-7642-402-1.[8]
- Patrioti e napoleonici. Alle origini dell'identità nazionale, Scuola Normale Superiore, Pisa 2013
- L'inferno dei guelfi e i principi del Purgatorio, Franco Angeli, Milano 2013